# Sierra de Santa Bárbara (Azores)
La Sierra de Santa Bárbara se localiza en el municipio de Angra del Heroísmo, en el extremo oeste de la isla Tercera, en Azores. Se constituye un volcán que se creía inactivo - el mayor de la isla -, que se eleva a 1 021 metros por encima del nivel del mar. Por esa razón se constituye aún en el mayor punto de condensación de nubes en la isla, formando una cuenca hidrográfica propia que, además de permitir la alimentación de la capa freática, aprovisiona de agua a la parte oeste de la isla.

## Características
Según la Revista de Estudios Açoreanos:
"La Sierra de Santa Bárbara comprende toda la zona W de la isla Tercera y comprende un estratovolcáncon cerca de 13 km de diámetro y una altitud de 1021 m. En el tope de este edificio volcánico se destaca una caldera, con un diámetro del orden de 2 km y una profundidad aproximada de 150 m, en el interior de la cual se observan algunos domos, (…) espesas coladas lávicas de naturaleza traquítica (denominadas  'coulées') y, más hacia el oeste, algunas lagunas de pequeñas dimensiones (Zbyszewski et al., 1971).
Los flancos de este volcán se muestran bastante ravinados, con una red de cursos de agua del tipo centrífuga, implantada principalmente en los flancos N, S y W. Los conos volcánicos secundarios de este estratovolcán están dispuestos radialmente o sobre accidentes tectónicos de orientación general NW-SE (Zbyszewski et al., 1971). Entre los primeros están el Pico de las Faias, el Pico del Teles, el Pico Negro, el Pico de las Diez, lo Pico Catarina Vieira, el Pico de los Padres, el Pico de la Serreta, entre muchos otros; definiendo alineaciones en las que se encuentran, por ejemplo, el Pico Negrão, Pico de la Lagoinha, el Pico Rachado y el Pico de la Lomba (Zbyszewski et ay., 1971)."
En su cima se inscribe un área de 1.100 hectáreas, clasificada como Reserva Forestal Natural y está insertada en la ZEC - Sierra Santa Bárbara y Pico Alto PTTER0017 - Red Natura 2000.

## Galería

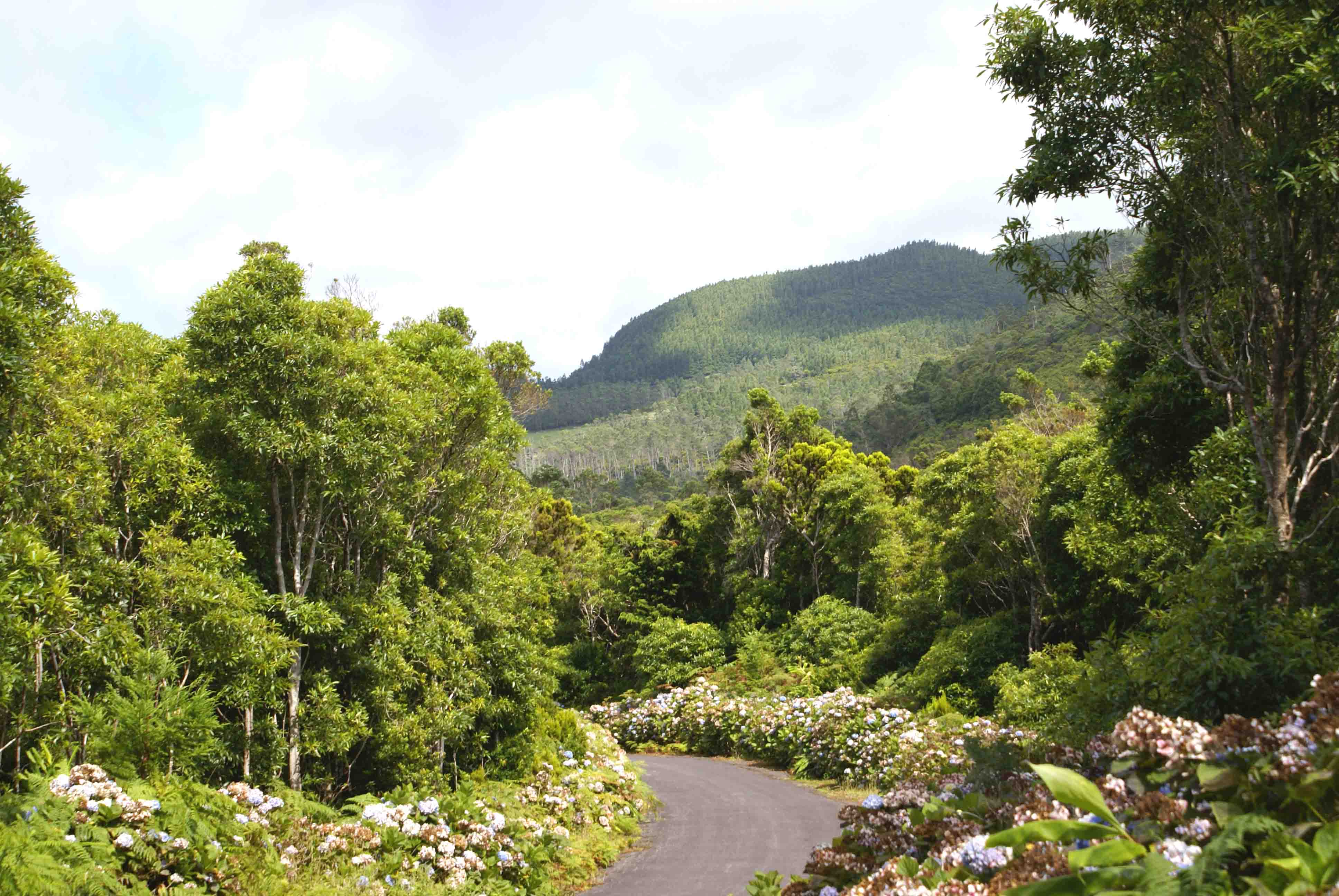
Contrafuertes de la Sierra de Santa Bárbara
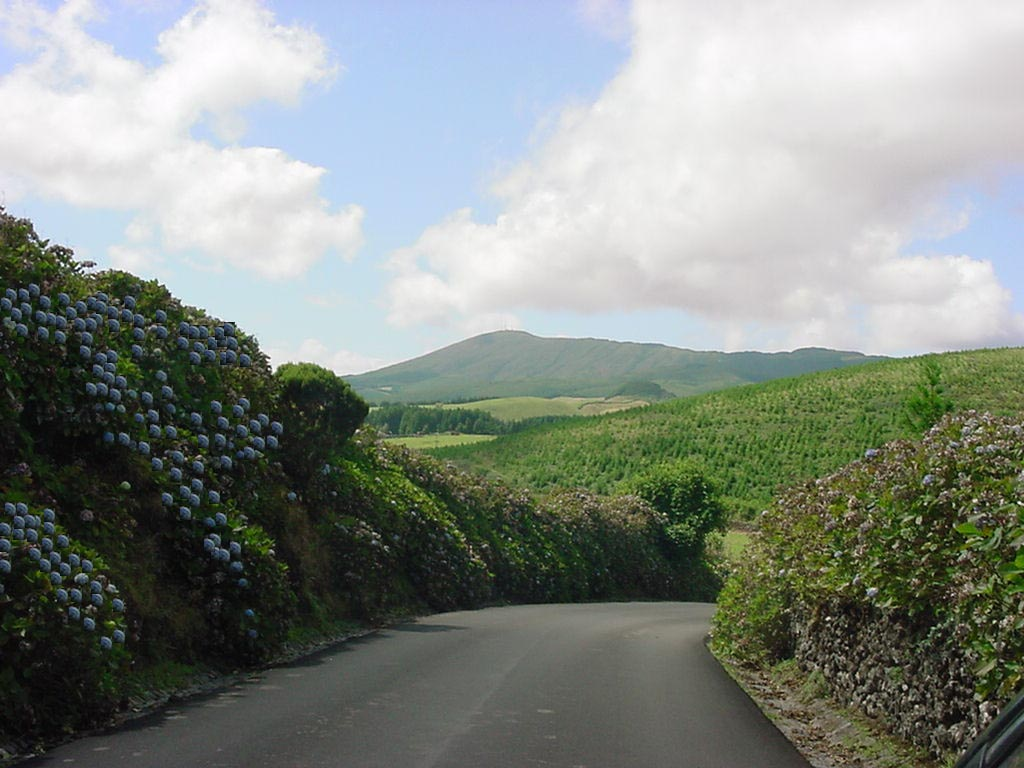
Carretera en Terceira, Sierra de Santa Bárbara al fondo
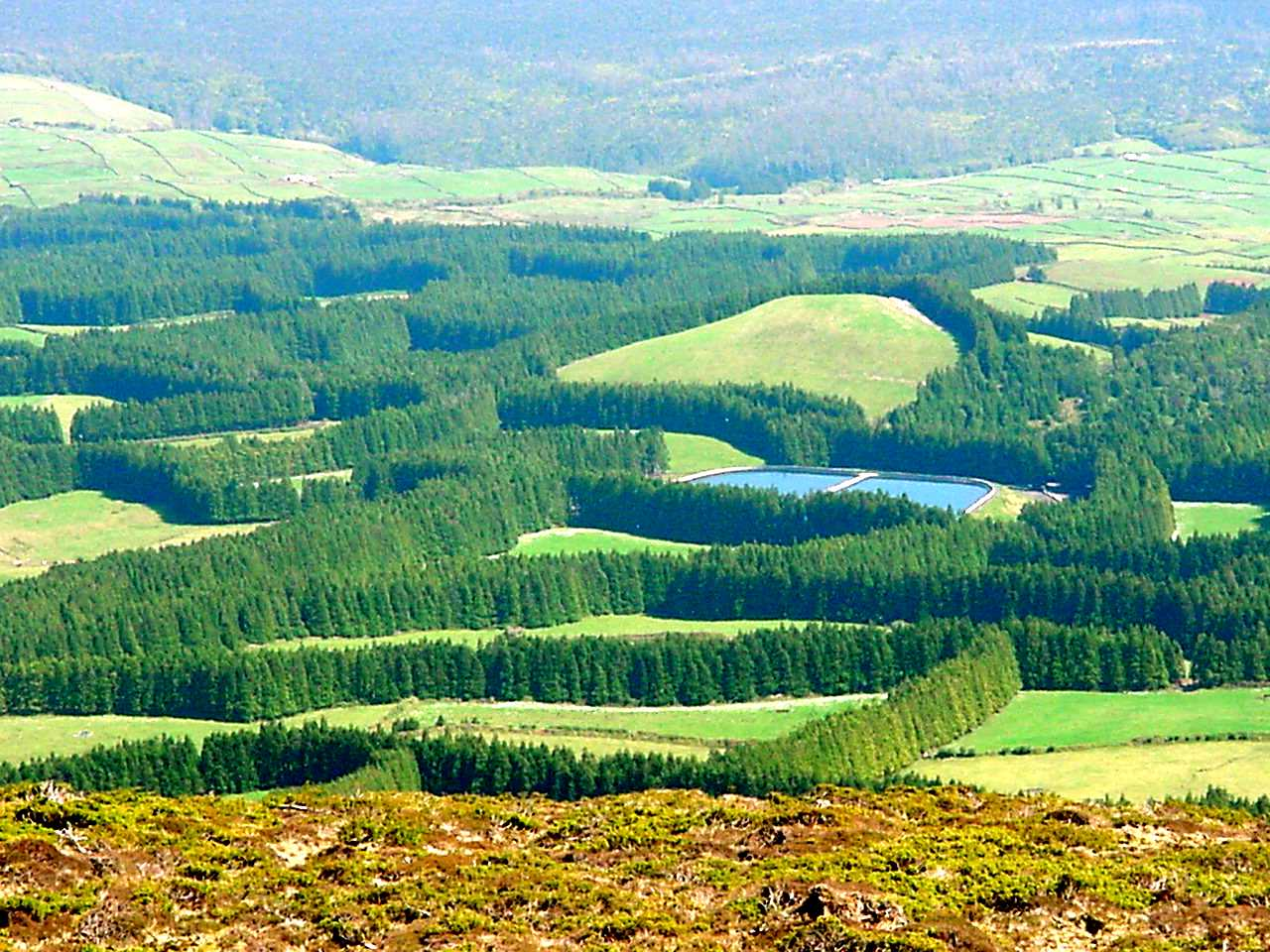
Vista de la Sierra de Santa Bárbara.
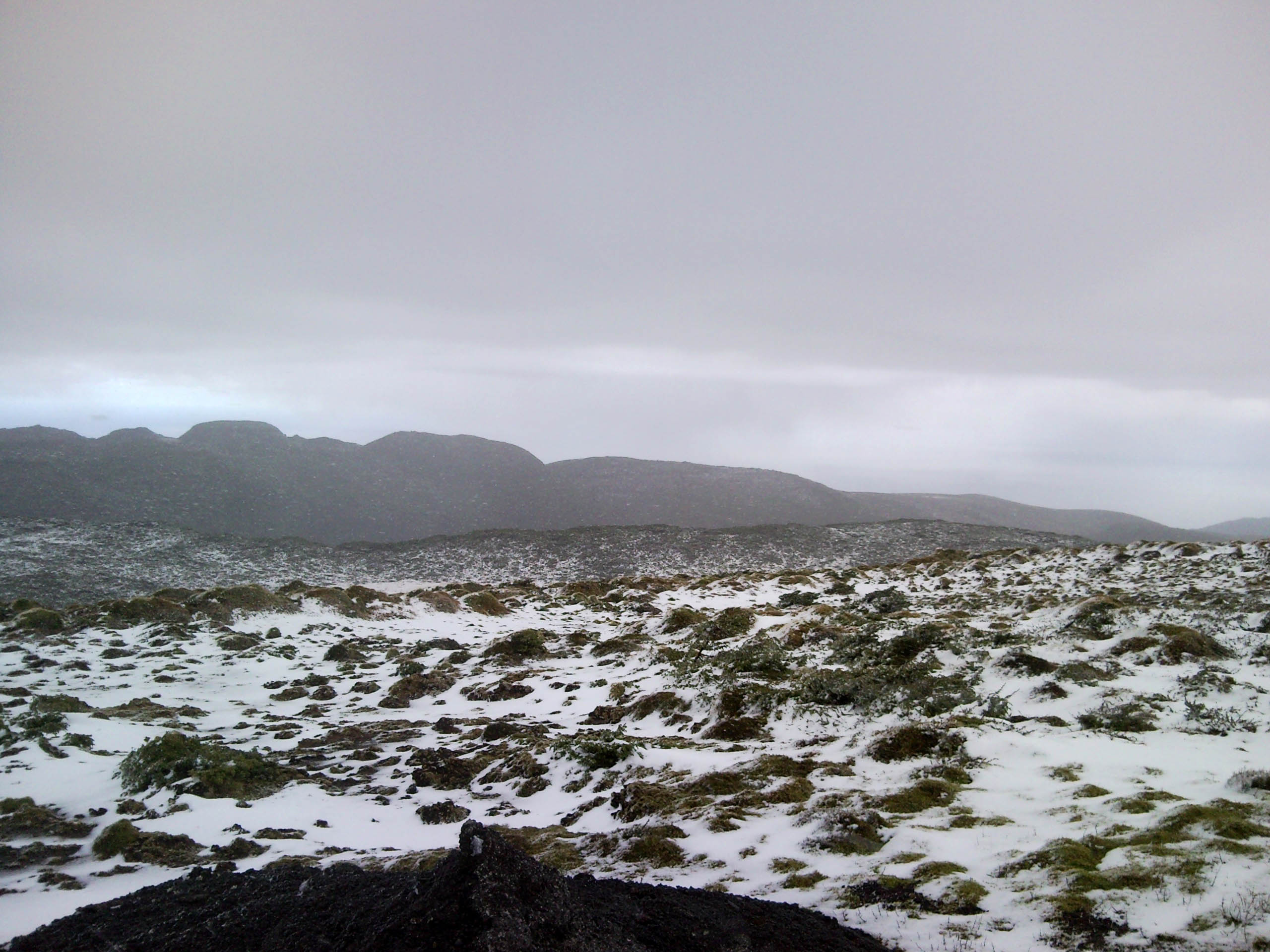
Nevada en la Sierra de Santa Bárbara, Invierno de 2010.
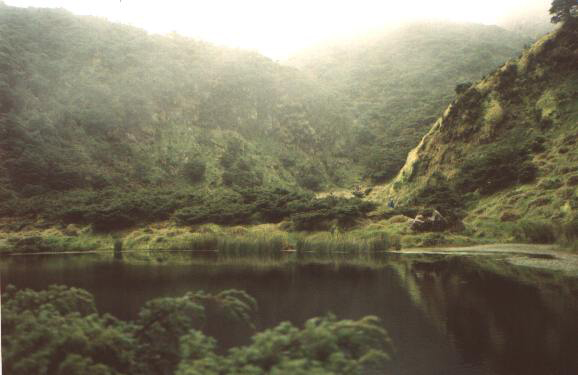
Serra de Santa Bárbara: Laguna Negra, interior de la caldera.
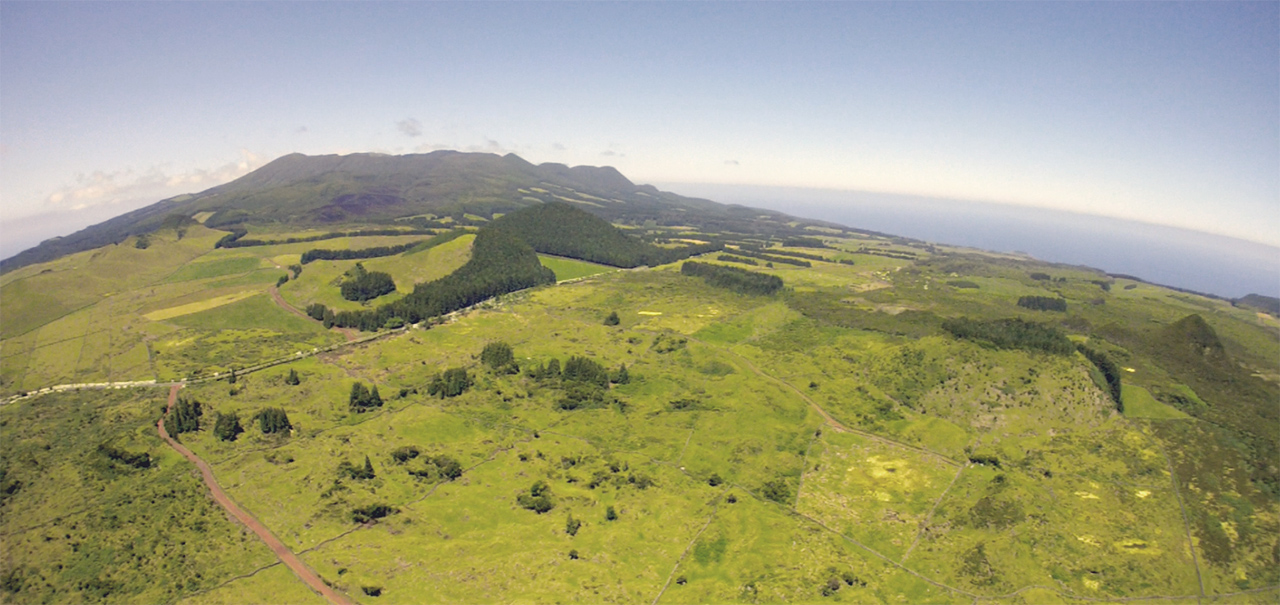
Zona de especial conservación - Sierra de Santa Bárbara y Pico Alto - PTTER0017 - Natura 2000